# سنباذ
سنباذ أو سنباد (بالفارسية: سنباد) رجل مجوسي من أهل فارس. كان من أتباع أبي مسلم الخراساني، ولما قتل أبو مسلم عام 137 هـ، ثار سنباذ مطالباً بثأره، وكثر أشياعه من الخرمية والمزدكية في بلاد خراسان.

## ثورته
أخبر أشياعه أن أبا مسلم لم يمت، وأن الذي قتله الخليفة أبو جعفر المنصور لمن يكن أبا مسلم بل شيطاناً تمثل بصورته، ودعا إلى إزالة الحكم العربي، والإسلام، وهدم الكعبة. وجه المنصور إليه جيشاً بقيادة جمهور بن مرار العجلي، والتقت الجموع في معارك بين همدان، والري، وقضي عليه، وأخمدت ثورته، وقُتل.